# Friedrich Kohl (Techniker)
Friedrich Gottlob Kohl (* 20. Dezember 1811 in Mügeln; † 12. April 1876 in Strehlen) war ein deutscher Lehrer, Techniker und Autor.

## Leben und Wirken
1833 wurde er Mathematiklehrer am Vitzthumschen Gymnasium in Dresden. 1836 wechselte Kohl als Gewerbeschullehrer an die Gewerbeschule Plauen. Dort wurde er Initiator des Gewerbevereins, dessen Vorsitz er bis 1841 übernahm. Danach war er von 1856 bis 1867 an der Königl. Werkmeister- und Baugewerken-Schule tätig sowie Direktionsmitglied und Lehrer an der Höheren Webschule in Chemnitz. 1865 erfolgte eine Ernennung zum Professor. Er unterrichtete Maschinentechnik, Physik, Projektionslehre, Mechanische Technologie, Perspektive, Mechanische Naturlehre, Geometrisches Zeichnen, Maschinenzeichnen und Weberei. 1867 trat er in den Ruhestand. Er war Autor mehrerer Fachbücher.
Der Chemiker und später in Marburg als Botaniker tätige Georg Friedrich Kohl (1855–1910) war sein Sohn.